# Cammino 100 Torri

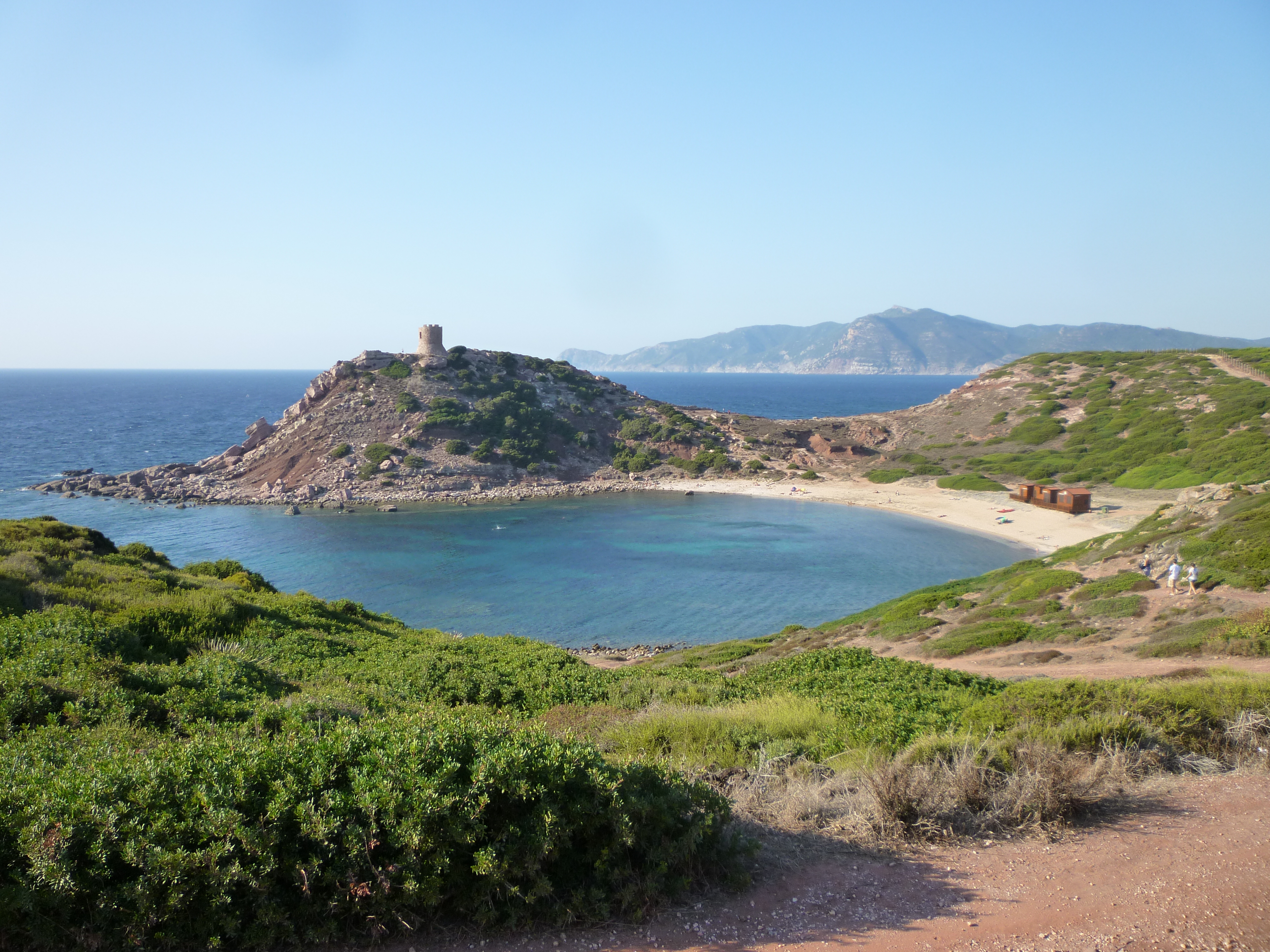

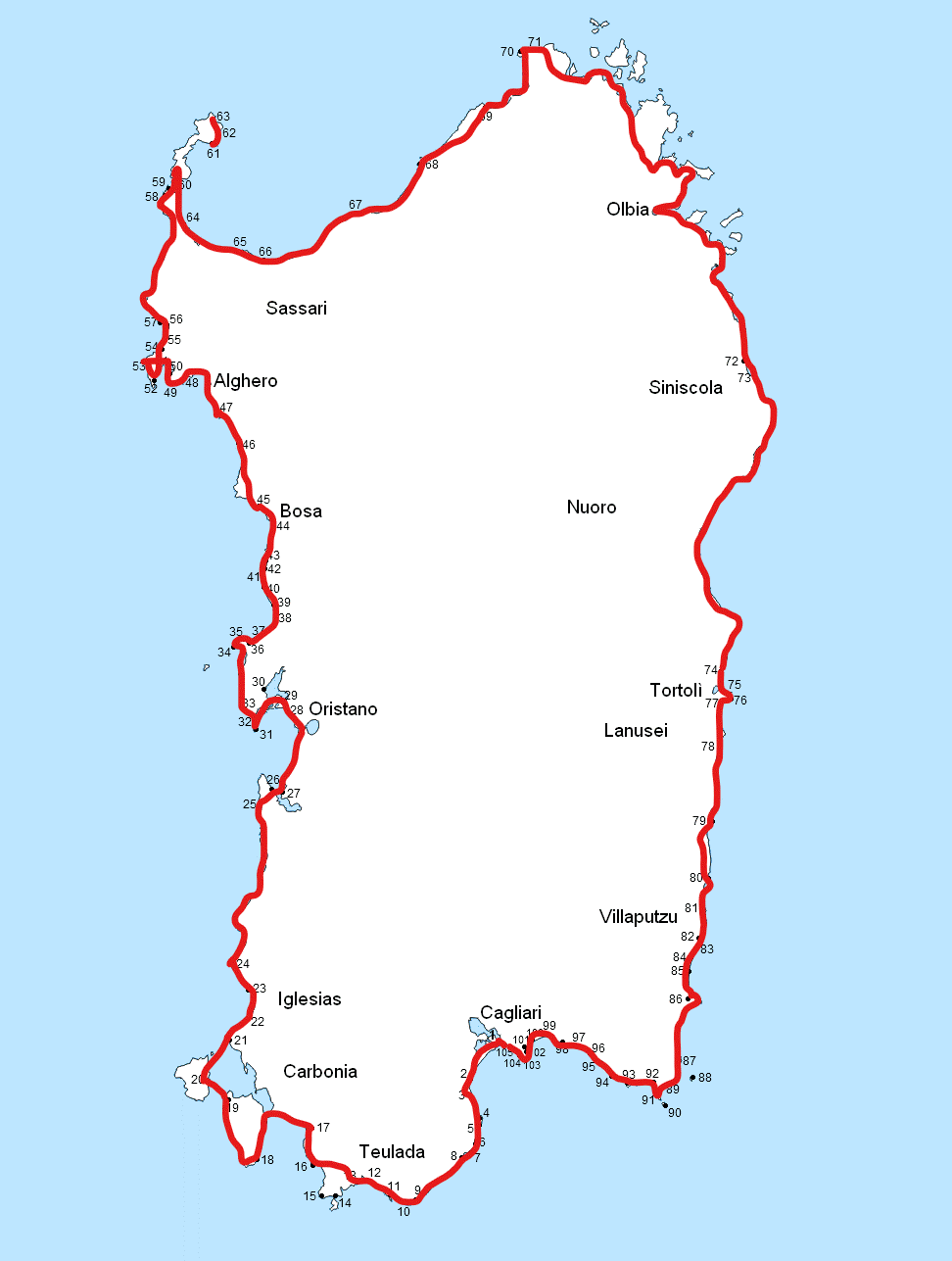

De Cammino 100 Torri is een langeafstandswandelpad op Sardinië in Italië. Het pad is 1284 kilometer lang en werd genoemd naar de 105 kustwachttorens langs de route. Het werd gecreëerd in 2017 door Nicola Melis, Roberto Contu en Stefano Paderi. De route is onderverdeeld in 8 secties.